# 超高速集積回路プログラム
超高速集積回路プログラム（The Very High Speed Integrated Circuit（VHSIC）Program）は、1980年から1990年にかけて、アメリカ国防総省が遂行した研究プログラムである。
アメリカ軍のための超高速集積回路を研究・開発することを目的としていた。

## 成果
VHSICは、1980年に三軍（陸軍/海軍/空軍）合同プログラムとして発足した。このプログラムは、集積回路の材料、フォトリソグラフィ、パッケージング、テスト、アルゴリズムの進歩につながり、多くのコンピュータ支援設計（CAD）ツールを生み出した。このプログラムの貢献でよく知られているのは、ハードウェア記述言語（HDL）であるVHDL（VHSIC Hardware Description Language）である。
また、このプログラムは、GaAs集積回路に対する軍の関心を、CMOS回路という商業的主流に方向転換させた。
シリコン集積回路技術開発のためのVHSICプログラムには、総額10億ドル以上が費やされた。

## VLSI プロジェクトとの比較
同時進行していた国防高等研究計画局（DARPA）のVLSIプロジェクトは、2年前の1978年に開始され、BSD Unix、RISCプロセッサ、MOSIS研究設計製造施設を提供し、VLSI設計自動化のミード・コンウェイ VLSI設計革命を大きく発展させた。これに対し、VHSICプロジェクトは、同時期に投資した資金に対する費用対効果が比較的低かったが、プロジェクトの最終目的は異なっており、そのために完全に比較することはできない。